# Мішель де Вольф
Мішель де Вольф (фр. Michel De Wolf, нар. 19 січня 1958, Нівель) — бельгійський футболіст, що грав на позиції захисника. Виступав, зокрема, за клуби «Моленбек» та «Марсель», а також національну збірну Бельгії. Учасник Чемпіонатів світу 1986, 1990 і 1994 років, а також Чемпіонату Європи 1984 року. У вищому дивізіоні Бельгії провів 503 матчів і забив 8 голів.
По завершенні ігрової кар'єри — тренер. Очолював низку бельгійських клубів, а також збірну Габону.

## Клубна кар'єра
Де Вольф почав свою кар'єру в столичному клубі «Моленбек». У 1977 році він дебютував за команду в Жюпіле лізі і швидко завоював місце в основі. Мішель виступав у клубі шість сезонів, взявши участь у 175 матчах чемпіонату. Більшість часу, проведеного у складі «Моленбека», був основним гравцем захисту команди, але великих успіхів не досяг.
Його наступною командою став «Гент», до складу якого Мішель приєднався 1983 року. Відіграв за команду з Гента наступні п'ять сезонів своєї ігрової кар'єри. Граючи у складі «Гента» також здебільшого виходив на поле в основному складі команди. У 1984 році де Вольф допоміг клубу виграти Кубок Бельгії, але в 1988 році команда вилетіла з вищого дивізіону і Мішель перейшов в «Кортрейк». Протягом двох сезонів він був головною зіркою клубу і його лідером.
1990 року уклав контракт з клубом «Андерлехт», у складі якого провів наступні чотири роки своєї кар'єри гравця. Тренерським штабом нового клубу також розглядався як гравець «основи». З новою командою Мішель тричі виграв чемпіонат Бельгії і по одному разу Кубок та Суперкубок країни. За клуб він провів більше 100 матчів.
1994 року перейшов до клубу «Марсель», за який відіграв один сезон. Тренерським штабом нового клубу також розглядався як гравець «основи». Завершив професійну кар'єру футболіста виступами за команду «Олімпік» (Марсель) у 1995 році.

## Виступи за збірну
15 жовтня 1980 року у відбірному матчі чемпіонату світу 1982 року проти збірної Іспанії де Вольф дебютував за збірну Бельгії. У 1984 році він був включений в заявку національної команди на участь у чемпіонаті Європи у Франції. На турнірі Мішель відіграв у всіх трьох матчах групового етапу проти збірних Югославії, Данії та господарів першості Франції.
У 1986 році він вперше поїхав на чемпіонат світу до Мексики. На турнірі де Вольф взяв участь у зустрічах проти збірних Іраку та господарів першості Мексики.
У 1990 році він був включений в заявку національної команди на чемпіонаті світу у Італії. На турнірі він зіграв у матчах проти збірних Іспанії та Уругваю, а в поєдинку проти Південної Кореї він забив свій перший і єдиний гол за Бельгію, дальнім ударом з 35 метрів.
У 1994 році Марк втретє взяв участь у чемпіонаті світу у США. На турнірі він зіграв у зустрічах проти збірних Саудівської Аравії, Німеччини, Нідерландів та Марокко.
Протягом кар'єри у національній команді, яка тривала 15 років, провів у формі головної команди країни 42 матчі, забивши 1 гол.

### Голи за збірну Бельгії
| #   | Дата           | Місце                                 | Суперник       | Рахунок | Результат | Змагання              |
| --- | -------------- | ------------------------------------- | -------------- | ------- | --------- | --------------------- |
| 01. | 12 червня 1990 | Маркантоніо Бентегоді, Верона, Італія | Південна Корея | 2:0     | 2:0       | Чемпіонату світу 1990 |

## Кар'єра тренера
Розпочав тренерську кар'єру невдовзі по завершенні кар'єри гравця, 1996 року, очоливши тренерський штаб аматорського клубу «Авенір Лембек».
В сезоні 1998/99 очолював клуб вищого дивізіону Бельгії «Кортрейк», але зайняв з ним передостаннє 17 місце і покинув вищий дивізіон. Після цього працював з аматорською французькою командою «Маноск»
У 2002—2003 роках був тренером збірної Габону, після чого повернувся на батьківщину, де був тренером аматорських клубів «Нівель» та «Клабек».
Влітку 2009 року Мішель став асистентом Стефана Демоля у «Шарлеруа», але вже 30 листопада той був звільнений з посади і де Вольф також покинув клуб.
У період з лютого по жовтень 2011 року він був тренером клубу другого дивізіону «Брюссель», після чого очолював інший столичний клуб «БХ Брюссель».

## Досягнення
«Гент»
- Володар Кубка Бельгії: 1983–84

 «Андерлехт»
- Чемпіон Бельгії (3): 1990–91, 1992–93, 1993–94
- Володар Кубка Бельгії: 1993–94
- Володар Суперкубка Бельгії: 1993